# Saponin

Strukturformel för α-solanin, en giftig saponin som förekommer i potatisväxter.

Saponiner är kemiska substanser från växtriket som utgör en undergrupp av glykosider, det vill säga ämnen med två distinkta kemiska delar varav den ena är en sockerart och den andra någon annan typ av substans. Sapnoniner ger upphov till skummande lösningar när de löses i vatten. På grund av detta har de använts som tvål och tvättmedel. Själva ordet kommer från latinets sapo som betyder tvål.
Saponiner är glykosider där aglykonen ofta är en triterpen. De har använts i hostmediciner som slemlösande, i åderbråcksmediciner som sammandragande, och de är giftiga för fiskar och har därför använts för fiske i flera urinvånarkulturer. De förekommer i många växtgrupper såsom nejlikväxter, flockblommiga växter (till exempel i murgröna som finns som naturmedicin), hästkastanjväxter (används i naturläkemedel mot åderbråck) och viveväxter (i naturmediciner mot förkylning och hosta).
Saponiner kan orsaka hemolys vid kontakt med blod och kan därför vara giftiga. På grund av denna effekt har saponiner historiskt sett använts som pilgifter, då den giftiga verkan endast uppkommer vid injektion. Vid intagande genom munnen hydrolyseras saponinen på samma sätt som glykosiden. De förekommer främst i frukter som försvarsmekanism, men återfinns i hela växten i varierande mängd. Potatisbär är giftiga på grund av sitt saponininnehåll.

## Övrigt
- Ginseng (Panax ginseng), dagens kanske mest kända medicinalväxt, innehåller saponiner som verksamma ämnen.
- Saponiner används som slemhinneretande och slemlösande inom naturläkekonsten.